# Nototriche sepaliloba
Nototriche sepaliloba är en malvaväxtart som beskrevs av Bénédict Pierre Georges Hochreutiner. Nototriche sepaliloba ingår i släktet Nototriche och familjen malvaväxter. Inga underarter finns listade i Catalogue of Life.